# AMD Turion 64
Turion 64 jsou procesory od společnosti AMD. Jsou to 64bitové, méně energeticky náročné (mobilní) procesory s kódovým názvem K8L. Procesory AMD Turion 64 a AMD Turion 64 X2 konkurovaly mobilním procesorům od společnosti Intel, nejprve s Pentium M a nyní s procesory Intel Core a Intel Core 2.
První procesory Turion 64 byly kompatibilní se Socket 754 od AMD. Novější modely „Richmond“ jsou navrženy pro Socket S1 také od AMD. Procesory jsou vybaveny vyrovnávací pamětí druhé úrovně o velikosti 512 nebo 1024 kB, 64bitovým kanálem a 800MHz HyperTransport sběrnicí. Prvky šetřící baterii, jako PowerNow!, jsou základem marketingu a užitečnosti těchto procesorů.

## Znaky

### Turion 64 „Lancaster“ (90 nm)
Všechny modely podporují:
- MMX
- SSE
- SSE2
- SSE3
- rozšířený 3DNow!
- NX bit
- AMD64 (příkazová sada)
- PowerNow!

### Turion 64 „Richmond“ (90 nm)
Tyto modely podporují stejné prvky jako „Lancaster“ + AMD Virtualization.

## Metodika pojmenování modelů
Schéma pojmenování modelů není zřejmě na to, jak srovnat jeden Turion s druhým, nebo třeba Athlonem 64. Pojmenování modelů se skládá ze dvou písmen, pomlčky a dvou číslic (např.: ML-34). Dvě písmena označují třídu procesoru, zatímco číslice znamenají PR hodnocení. První písmeno M je pro jednojádrové procesory a T pro dvoujádrové Turion 64 X2 procesory. Druhé písmeno v pojmenování procesoru znamená, jak moc byl procesor navrhován pro mobilitu (šetrný ke spotřebě energie). Například MT-30 a ML-34. T u MT-30 je v abecedě dál než L u ML-34, proto MT-30 spotřebuje méně energie než ML-34, ale 34 je vyšší číslo než 30, proto ML-34 je rychlejší než MT-30. Oba procesory mají v názvu jako první písmeno M proto jsou oba jednojádrové.

## K8
Specifikace 
| Obchodní název | Rychlost    | Patice (=Socket) | Nanotechnologie | Jader | Cache    | Cache    | Cache |
| -------------- | ----------- | ---------------- | --------------- | ----- | -------- | -------- | ----- |
| Obchodní název | Rychlost    | Patice (=Socket) | Nanotechnologie | Jader | L1       | L2       |       |
| Turion 64      | 1,6-2,4 GHz | 754              | 90 nm           | 1     | 64+64 kB | 0,5/1 MB |       |

Technologie a jména jader
| Obchodní název | Jméno CPU           | Technologie                              |
| -------------- | ------------------- | ---------------------------------------- |
| Turion 64      | Lancaster, Richmond | MMX, 3DNow!+, SSE, SSE2+3, NX Bit, AMD64 |

## Jádra

### „Lancaster“ (90 nm SOI)
- L1 cache: 64 + 64 KiB (data + instrukce)
- L2 cache: 512 nebo 1024 KiB, plná rychlost
- MMX, rozšířený 3DNow!, SSE, SSE2, SSE3, AMD64, PowerNow!, NX Bit
- Socket 754, HyperTransport (0,8 GHz, HT800)
- VCore: 1 - 1.45 V
- Spotřeba energie (TDP - vyzařování tepelné energie, které musí chladič odvést): 25/35 wattů max.
- První vydání: 10. března, 2005
- Taktovací frekvence: 1,6, 1,8, 2, 2,2, 2,4 GHz
  - 25 W TDP:
    - MT-28: 1,6 GHz (512 KiB L2 cache)
    - MT-30: 1,6 GHz (1 MiB L2 cache)
    - MT-32: 1,8 GHz (512 KiB L2 cache)
    - MT-34: 1,8 GHz (1 MiB L2 cache)
    - MT-37: 2 GHz (1 MiB L2 cache)
    - MT-40: 2,2 GHz (1 MiB L2 cache)

  - 35 W TDP (konstrukce tepelné energie):
    - ML-28: 1,6 GHz (512 KiB L2 cache)
    - ML-30: 1,6 GHz (1 MiB L2 cache)
    - ML-32: 1,8 GHz (512 KiB L2 cache)
    - ML-34: 1,8 GHz (1 MiB L2 cache)
    - ML-37: 2 GHz (1 MiB L2 cache)
    - ML-40: 2,2 GHz (1 MiB L2 cache)
    - ML-42: 2,4 GHz (512 KiB L2 cache)
    - ML-44: 2,4 GHz (1 MiB L2 cache)

### „Richmond“ (90 nm SOI)
- L1 cache: 64 + 64 KiB (data + instrukce)
- L2 cache: 512 KiB, plná rychlost
- MMX, rozšířený 3DNow!, SSE, SSE2, SSE3, AMD64, PowerNow!, NX Bit
- Socket S1, HyperTransport (0,8 GHz, HT800)
- VCore: 1 - 1.45 V
- Spotřeba energie (TDP) ): 31 wattů max
- První vydání: 1. září, 2006
- Taktovací frekvence: 2, 2,2 GHz
  - 31 W TDP:
    - MK-36: 2 GHz (512 KiB L2 cache)
    - MK-38: 2,2 GHz (512 KiB L2 cache)

### „Taylor & Trinidad“ (90 nm SOI)
- 2 jádra
- Revize F2
- L1 cache: 64 + 64 KiB (data + instrukce)
- L2 cache: 256, 512 KiB, plná rychlost
- MMX, rozšířený 3DNow!, SSE, SSE2, SSE3, AMD64, PowerNow!, NX Bit
- Socket S1, HyperTransport (0,8 GHz, HT800)
- VCore: 1 - 1.45 V
- Spotřeba energie (TDP) ): 31 wattů max
- Podporované paměti DDR2-667 a nižší
- První vydání: 1. května, 2006
- Taktovací frekvence: 1,6 - 2,2 GHz
  - 31 W TDP:
    - TL-50: 1,6 GHz (256 KiB L2 cache)
    - TL-52: 1,6 GHz (512 KiB L2 cache)

  - 33 W TDP:
    - TL-56: 1,8 GHz (512 KiB L2 cache)

  - 35 W TDP:
    - TL-60: 2 GHz (512 KiB L2 cache)
    - TL-62: 2,2 GHz (512 KiB L2 cache)